# Anders (Trust)
Anders is een nummer van de Belgische band Trust. Het nummer werd in 2007 uitgebracht met als doel deel te nemen aan Junior Eurosong 2007, de Belgische preselectie voor het Junior Eurovisiesongfestival. Na zowel de eerste voorronde als de halve finale te hebben overleefd, moest de groep het in de finale op zaterdag 29 september 2007 opnemen tegen drie andere finalisten. Uiteindelijk won Trust, waardoor de groep haar land mocht vertegenwoordigen op het Junior Eurovisiesongfestival 2007 in de Nederlandse stad Rotterdam. Daar werden ze uiteindelijk vijftiende op zeventien deelnemers, met 19 punten. Hij stond ook zestien weken in de Ultratop 50.

## Discografie

### Ultratop 50
| Hitnotering: 06-10-2007 t/m 26-01-2008 | Hitnotering: 06-10-2007 t/m 26-01-2008 | Hitnotering: 06-10-2007 t/m 26-01-2008 | Hitnotering: 06-10-2007 t/m 26-01-2008 | Hitnotering: 06-10-2007 t/m 26-01-2008 | Hitnotering: 06-10-2007 t/m 26-01-2008 | Hitnotering: 06-10-2007 t/m 26-01-2008 | Hitnotering: 06-10-2007 t/m 26-01-2008 | Hitnotering: 06-10-2007 t/m 26-01-2008 | Hitnotering: 06-10-2007 t/m 26-01-2008 | Hitnotering: 06-10-2007 t/m 26-01-2008 | Hitnotering: 06-10-2007 t/m 26-01-2008 | Hitnotering: 06-10-2007 t/m 26-01-2008 | Hitnotering: 06-10-2007 t/m 26-01-2008 | Hitnotering: 06-10-2007 t/m 26-01-2008 | Hitnotering: 06-10-2007 t/m 26-01-2008 | Hitnotering: 06-10-2007 t/m 26-01-2008 |
| Week                                   | 1                                      | 2                                      | 3                                      | 4                                      | 5                                      | 6                                      | 7                                      | 8                                      | 9                                      | 10                                     | 11                                     | 12                                     | 13                                     | 14                                     | 15                                     | 16                                     |
| -------------------------------------- | -------------------------------------- | -------------------------------------- | -------------------------------------- | -------------------------------------- | -------------------------------------- | -------------------------------------- | -------------------------------------- | -------------------------------------- | -------------------------------------- | -------------------------------------- | -------------------------------------- | -------------------------------------- | -------------------------------------- | -------------------------------------- | -------------------------------------- | -------------------------------------- |
| Nummer                                 | 39                                     | 17                                     | 7                                      | 16                                     | 17                                     | 22                                     | 32                                     | 42                                     | 41                                     | 36                                     | 18                                     | 10                                     | 16                                     | 22                                     | 37                                     | 49                                     |